# Preußenstadion
Het Preußen Stadion is een voetbalstadion in de Duitse stad Münster. Het werd in 1926 geopend.
Bespeler van het stadion is Preußen Münster, aan de club ontleent het stadion ook zijn naam.
Allianz Arena (FC Bayern München) ·
BayArena (Bayer Leverkusen) ·
Borussia-Park (Borussia Mönchengladbach) ·
Deutsche Bank Park (Eintracht Frankfurt) ·
Europa-Park Stadion (SC Freiburg) ·
Holstein-Stadion (Holstein Kiel) ·
Mewa Arena (1. FSV Mainz 05) ·
MHPArena (VfB Stuttgart) ·
Millerntor-Stadion (FC St. Pauli) ·
Red Bull Arena (Leipzig) (RB Leipzig) ·
Rhein-Neckar-Arena (TSG 1899 Hoffenheim) ·
Signal Iduna Park (Borussia Dortmund) ·
Alte Försterei (1. FC Union Berlin) ·
Volkswagen-Arena (VfL Wolfsburg) ·
Voith-Arena (1. FC Heidenheim 1846) ·
Vonovia Ruhrstadion (VfL Bochum) ·
Weserstadion (Werder Bremen) ·
WWK ARENA (FC Augsburg)
Donaustadion (SSV Ulm 1846) ·
Eintracht-Stadion (Eintracht Braunschweig) ·
Fritz-Walter-Stadion (1. FC Kaiserslautern) ·
Heinz-von-Heiden-Arena (Hannover 96) ·
Home Deluxe Arena (SC Paderborn 07) ·
Jahnstadion Regensburg (Jahn Regensburg) ·
Max-Morlock-Stadion (1. FC Nürnberg) ·
MDCC-Arena (1. FC Magdeburg) ·
Merkur Spiel-Arena (Fortuna Düsseldorf) ·
Olympiastadion (Hertha BSC) ·
Preußenstadion (SC Preußen Münster) ·
RheinEnergieStadion (1. FC Köln) ·
Sportpark Ronhof (SpVgg Greuther Fürth) ·
Stadion am Böllenfalltor (SV Darmstadt 98) ·
Ursapharm-Arena an der Kaiserlinde (SV Elversberg) ·
Veltins-Arena (Schalke 04) ·
Volksparkstadion (HSV) ·
Wildparkstadion (Karlsruher SC)
Audi-Sportpark (FC Ingolstadt 04) ·
Brita-Arena (SV Wehen Wiesbaden) ·
Carl-Benz-Stadion (SV Waldhof Mannheim) ·
DDV-Stadion (Dynamo Dresden) ·
Erzgebirgsstadion (FC Erzgebirge Aue) ·
Hardtwaldstadion (SV Sandhausen) ·
LEAG Energie Stadion (Energie Cottbus) ·
Ludwigsparkstadion (1. FC Saarbrücken) ·
Ostseestadion (Hansa Rostock) ·
SchücoArena (DSC Arminia Bielefeld) ·
Sportclub Arena (SC Verl) ·
Sportpark Höhenberg (FC Viktoria Köln 1904) ·
Sportpark Unterhaching (SpVgg Unterhaching) ·
Stadion an der Bremer Brücke (VfL Osnabrück) ·
Stadion an der Hafenstraße (Rot-Weiss Essen) ·
Stadion Rote Erde (Borussia Dortmund II) ·
Städtisches Stadion an der Grünwalder Straße (TSV 1860 München) ·
Tivoli (Alemannia Aachen) ·
WIRmachenDRUCK Arena (VfB Stuttgart II)